# Vorwärts 90 Berlin
Vorwärts 90 Berlin (celým názvem: Berliner Fußball-Club Vorwärts 1890 e. V.) byl německý sportovní klub, který sídlil v berlínském městském obvodu Tempelhof-Schöneberg. Založen byl v roce 1890. Zanikl v roce 1927 po fúzi s Union 92 Berlin do nově založené organizace Blau-Weiß 90 Berlin. Klubové barvy byly nebeská modř a bílá.
V průběhu své existence býval účastníkem Braniborského fotbalového mistrovství. Po vítězství v této soutěže v roce 1921 se klub kvalifikoval do konečné fáze německého mistrovství. V něm dokráčel až do finále, kde podlehl klubu 1. FC Nürnberg poměrem 0:5. Finále se odehrálo dne 12. června 1921 v Düsseldorfu před návštěvou 27 000 diváků.
Své domácí zápasy odehrával na stadionu Bosestraße.

## Historické názvy
Zdroj: 
- 1890 – BFC Vorwärts 1890 (Berliner Fußball-Club Vorwärts 1890 e. V.)
- 1927 – fúze s Union 92 Berlin ⇒Blau-Weiß 90 Berlin

## Získané trofeje
- Märkisch Fußballmeisterschaft ( 2× )
  - 1901/02 (společně s BTuFC Rapide), 1902/03
- Brandenburg Fußballmeisterschaft ( 1× )
  - 1920/21